# Фаворитка (опера)
«Фаворитка» (фр. La favorite, итал. La favorita) — большая опера в четырёх актах итальянского композитора Гаэтано Доницетти. Французское либретто Альфонса Руайе и Гюстава Ваэза по мотивам драмы Бакюлара Д’Арно «Граф де Комменж». Премьера состоялась 2 декабря 1840 года на сцене парижского театра Лепелетье.
В опере выведено реальное лицо — Леонора Нуньес де Гусман (1310—1351), которая родила десятерых детей от кастильского короля Альфонса XI.

## История создания и постановок
Первоначально опера предназначалась для парижского театра Ренессанс и носила название «Ангел Низиды». Когда этот театр закрылся, композитор переписал произведение, придав ему черты французской большой оперы, и изменил название. По воспоминаниям, весь заключительный акт (за вычетом каватины и части дуэта) был написан композитором за три-четыре часа.
Для премьеры балетный дивертисмент был поставлен Альбером, па-де-де исполнили Люсьен Петипа и Карлотта Гризи. Опера постепенно полюбилась парижанам и оставалась в репертуаре Парижской оперы до самого конца XIX века. Известны многочисленные аранжировки оперы и её частей для фортепиано и некоторых других инструментов, выполненные вскоре после её премьеры такими композиторами, как Вагнер и Лист. У А. Паскулли есть концерт на темы из оперы «Фаворитка».
На итальянский язык либретто было переведено без участия Доницетти. Итальянская версия оперы впервые была представлена в Падуе в 1842 году под названием «Леонора Гусман», а затем в 1843 году в миланском театре Ла Скала под названием «Эльда». В дальнейшем итальянская версия оперы исполнялась под названием «Фаворитка» и практически вытеснила со сцен оригинальную французскую (которая, однако, в последние десятилетия звучит чаще).
Менее чем через год после парижской премьеры, 21 ноября 1841 года, оперу поставил Большой театр. Петербуржцы впервые увидели «Фаворитку» через пять лет: роль Леоноры воплотила Полина Виардо. В дореволюционной России оперу обычно ставили труппы итальянских артистов, и в ней блистал тенор Мазини. На представлении в родном городе композитора, Бергамо, в честь его столетия оперой дирижировал Артуро Тосканини. 
В середине XX века эта опера, столь популярная в XIX веке, была порядком подзабыта и покинула репертуар почти всех театров, однако затем стала вновь ставиться (особенно после проката в 1952 году вольной экранизации с Софи Лорен в роли Леоноры). Правда, российской публике «Фаворитка» остаётся почти неизвестной.

## Действующие лица
| Партия                                                                      | Голос         | Исполнитель на премьере 2 декабря 1840 (Дирижёр: Франсуа Хабенек) |
| --------------------------------------------------------------------------- | ------------- | ----------------------------------------------------------------- |
| Леонора ди Гусман                                                           | меццо-сопрано | Розина Штольц                                                     |
| Инесса, наперсница Леоноры                                                  | сопрано       | Элиан                                                             |
| Фердинанд                                                                   | тенор         | Жильбер Дюпре                                                     |
| Альфонс XI, король Кастилии                                                 | баритон       | Поль Баруалье                                                     |
| Балтазар, настоятель монастыря                                              | бас           | Николя Левассёр                                                   |
| Дон Гаспар, министр короля                                                  | тенор         | Пьер Франсуа Вартель                                              |
| Мэр, придворные, пажи, стража, монахи Ордена святого Иакова Компостельского |               |                                                                   |

## Содержание
Действие происходит в Испании в начале XIV века.

### Акт первый. Сцена первая. Монастырь Святого Иакова Компостельского
Молодой послушник Фердинанд заявляет настоятелю Балтазару, что он отказывается от обета послушания: сердце его охвачено любовью к женщине, имени и положения которой он не знает. Балтазар неохотно отпускает Фердинанда из монастыря.

### Акт первый. Сцена вторая. Сад в резиденции Леоноры
Инесса рассказывает дамам, что Леонора, фаворитка короля, полюбила молодого послушника Фердинанда и приказала ей пригласить его сюда. Инесса разыскала Фердинанда, и он сейчас придет. Появляется Фердинанд. Выходит Леонора. Она призывает Фердинанда не искать встреч с нею: любовь принесет им лишь несчастье. Но она любит его и хочет, чтобы он достиг высокого положения. Леонора вручает Фердинанду королевский указ о присвоении ему офицерского чина. Свидание прерывает Инесса: пришёл король и требует Леонору к себе. Влюблённые прощаются. Фердинанд решает, что Леонора занимает слишком высокое положение, и ему нужно добыть себе славу, чтобы соединиться с любимой.

### Акт второй. Сад королевского дворца Алькасар

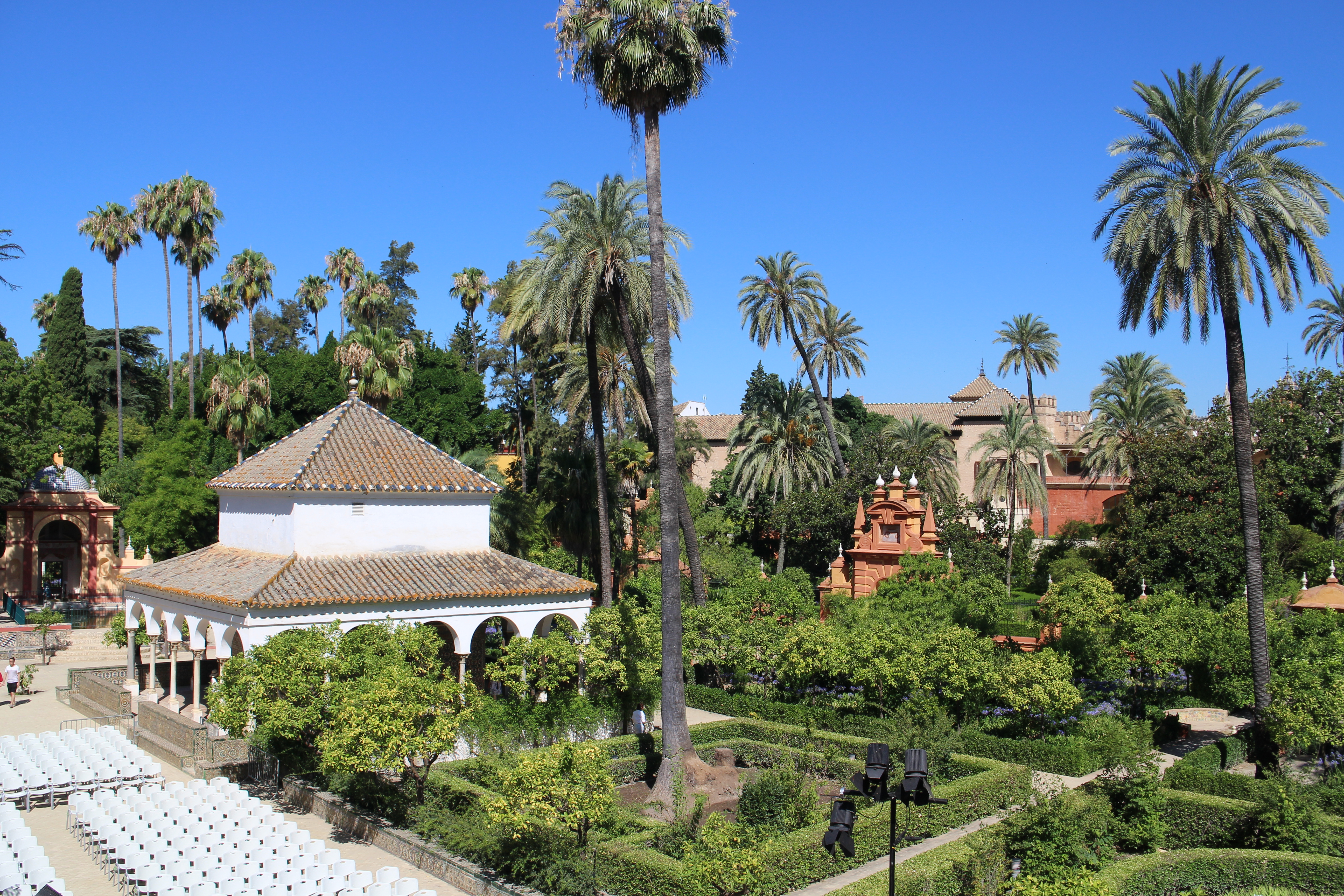
Сад во дворце Альфонса XI — Алькасаре

Министр Дон Гаспар сообщает королю, что испанская армия под командованием молодого офицера Фердинанда одержала решительную победу над маврами. Король доволен и готов наградить победителя. Король призывает вошедшую Леонору разделить с ним радость победы. Но Леонора не весела. Теперь, когда она полюбила Фердинанда, связь с королём кажется ей преступной. В сад выходят придворные. Дон Гаспар объявляет всем о победе над маврами. Внезапно входит Балтазар. Он привёз папскую буллу, по которой король должен порвать отношения с фавориткой и восстановить в правах свою супругу. Король не собирается подчиняться папскому требованию. Балтазар заявляет, что если король не подчинится до завтра, он будет предан анафеме.

### Акт третий. Тронный зал
Фердинанд, одержавший победу над маврами, прибыл с отчётом к королю. Входят король и Дон Гаспар. Король сообщает министру, что склонен принять условие папской буллы, чтобы не навлекать на Кастилию конфликт с церковью. Увидев Фердинанда, король радостно приветствует его. Входит Леонора. Она также поражена встречей с любимым. Король спрашивает у Фердинанда, какой награды он хотел бы за свой подвиг. Не задумываясь Фердинанд просит у короля руки Леоноры. Король потрясен: это судьба — конфликт с церковью разрешился сам собой. Король уводит Фердинанда. Леонора в смятении. Она любит Фердинанда, но смущена своим двусмысленным положением. Инесса утешает её. Появляется король, Фердинанд, Дон Гаспар и все придворные. Король посвящает Фердинанда в рыцари ордена Святого Иакова, жалует графский титул и отдает руку Леоноры. Радостно подходит Фердинанд к невесте. Сегодня же они обвенчаются. Все уходят. Дон Гаспар, недовольный возвышением Фердинанда, рассказывает придворным, что его награды обусловлены не столько победой над маврами, сколько женитьбой на бывшей любовнице короля. Придворные перешептываются. Но влюблённый Фердинанд не слышит сплетен, он предвкушает будущее счастье. Входит Балтазар. Он пришёл узнать решение короля. Дон Гаспар сообщает ему, что король выполнит условие папы: он выдаёт свою любовницу замуж за другого — за Фердинанда. Фердинанд потрясен. Под звуки марша король подводит к Фердинанду Леонору в свадебном наряде. Фердинанд бросает под ноги королю цепь ордена Святого Иакова, отказывается от графского титула и от позорного брака. В отчаянии он уходит вместе с Балтазаром.

### Акт четвертый. Монастырь Святого Иакова

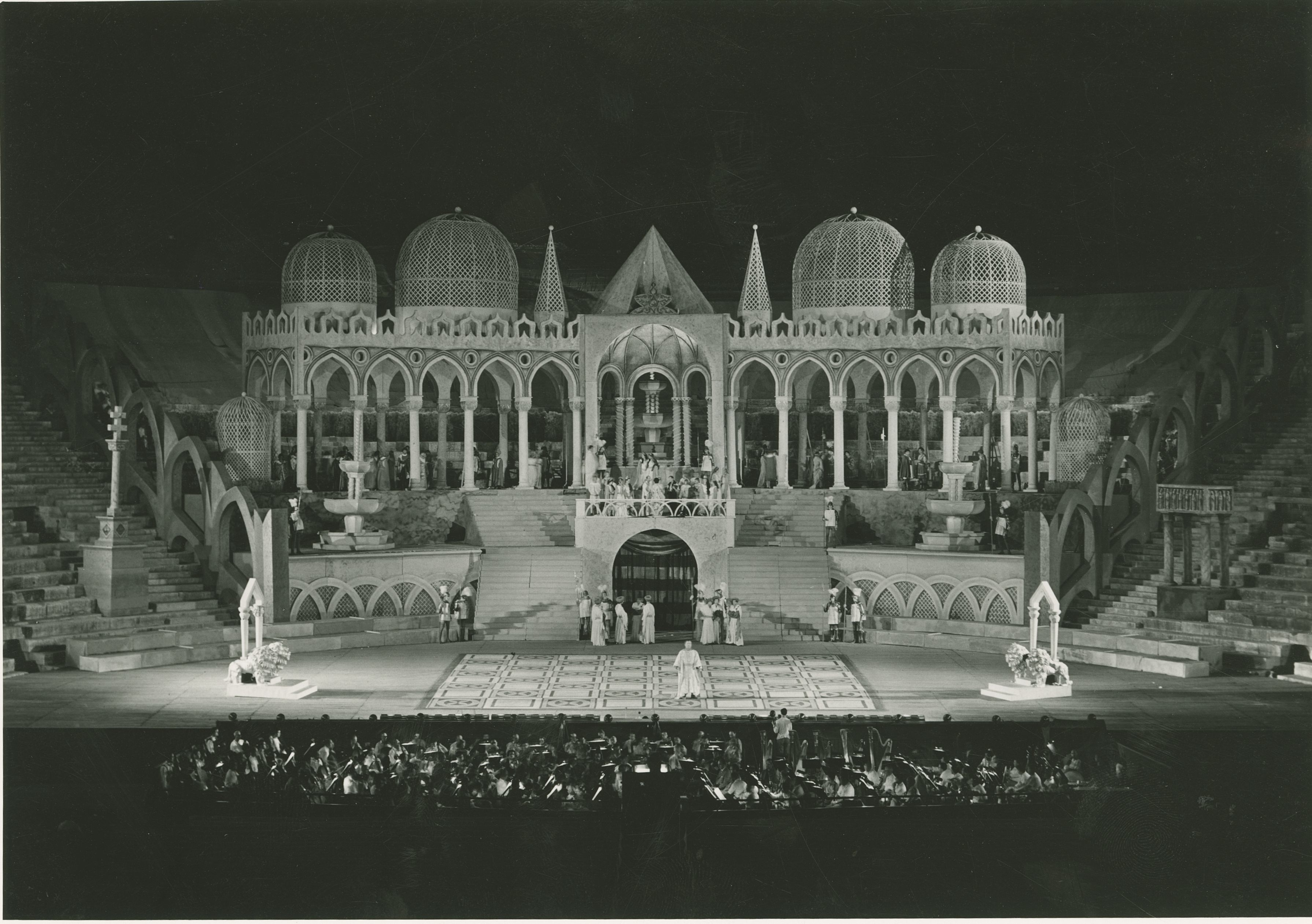
«Фаворитка» на сцене Веронской арены (фото 1958 года)

Балтазар готовит Фердинанда к посвящению в монахи. Всю ночь он должен молиться, а завтра утром будет совершен обряд. Чувства Фердинанда в смятении. Он по-прежнему любит Леонору и только гордыня заставила его отречься от невесты. Появляется молодой монах. Он ищет Фердинанда и просит оставить его с ним наедине. Когда монахи уходят, юноша снимает капюшон — это Леонора. Она покинула двор короля и пешком пришла в монастырь в поисках любимого. Прежнее чувство полностью овладевает Фердинандом. Он готов бросить все, уехать с Леонорой. Они будут неразлучны, будут счастливы. Но слишком поздно. Леонора не выдержала моральных и физических испытаний. Она падает к ногам Фердинанда. Тот зовет на помощь. Прибегает Балтазар. Его слова не несут утешения: Леонора мертва. Мечты о счастье развеяны. Завтра Фердинанд навсегда уйдет от мира и затворится в монастыре.